# デーヴィッド・ベラスコ

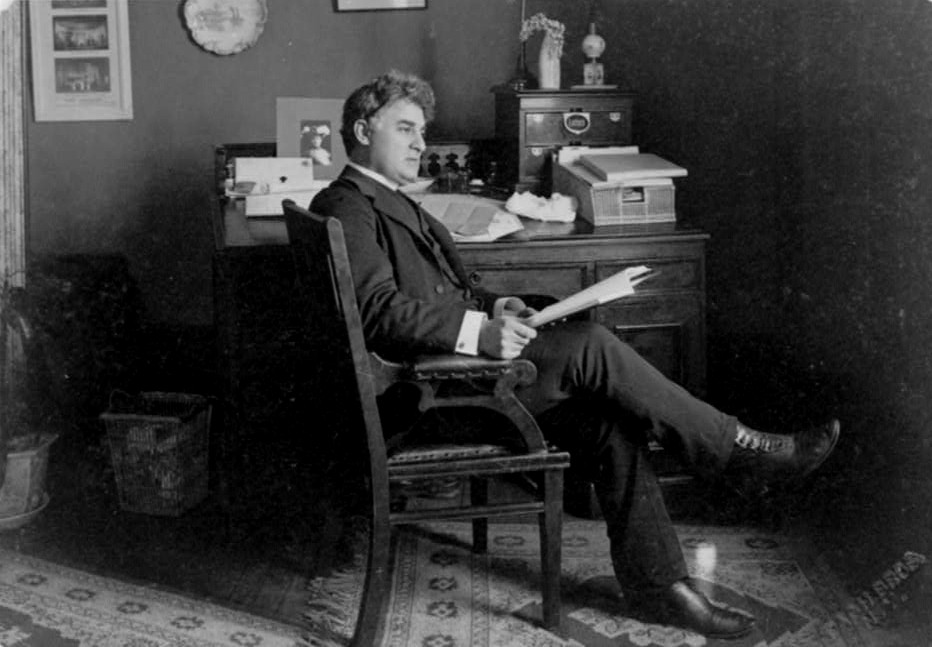
デーヴィッド・ベラスコ

デーヴィッド・ベラスコ（David Belasco, 1853年7月25日 - 1931年5月14日）は、アメリカの劇作家、舞台監督ないしは演出家である。19世紀末から20世紀初頭にかけて数多くのブロードウェイ劇を著し著名となり、またそれらが、ジャコモ・プッチーニの作曲により『蝶々夫人』および『西部の娘』としてオペラ化されたことで今日も名を残す。

## 生涯
カリフォルニア州サンフランシスコにセファルディ系ユダヤ人の両親のもとに生まれる。両親はもともとポルトガルの出で、ゴールドラッシュの際ロンドンから移住してきた夫婦であり、演劇ビジネスに従事していたという。
芝居好きのデーヴィッドは早くも12歳にして最初の舞台劇を著したと伝えられる。18歳からは地元サンフランシスコの各劇場に勤め出し、裏方から俳優、外国劇の翻訳・翻案までの各仕事をこなして演劇の文字通り表裏を学んだ。やがて劇作家・舞台監督として才能を開花させ、1882年からはニューヨーク、マディソン・スクエア劇場に拠点を移した。そして最晩年の1930年までの間に著した、あるいは脚本制作や舞台演出に参画したブロードウェイ劇は『Hearts of Oak』、『The Heart of Maryland』、『Du Barry』を含め100篇を超え、ニューヨーク演劇界における最も影響力のある一人となるに至った。

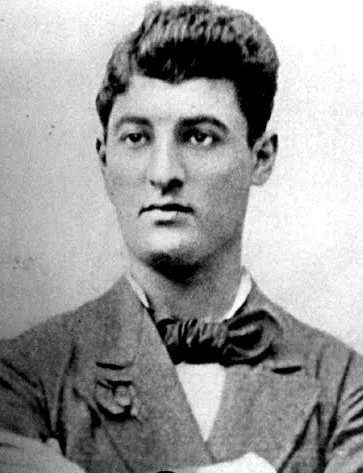
1873年

多数の著名な舞台役者たちのキャリアを助け、その多くは映画界に進出した。その中には『"The American Sarah Bernhardt"』で知られるミセス・レスリー・カーターがおり、ベラスコが関わった1898年の『Zaza』、1901年の『Madame Du Barry』でカーターの名は急激に知れ渡った。1917年の『Polly with a Past』、1919年の『ゴールド・ディガース』で主演したアイナ・クレアも同様にキャリアを後押しされた。1890年、18歳のモード・アダムスを主演に、新作『Men and Women』を書き上げ、200回上演された。
今日彼の名は、プッチーニ作曲のオペラ『蝶々夫人』（Madama Butterfly, 1904年オペラ初演、原題はMadame Butterfly, 1900年戯曲初演）および『西部の娘』（La Fanciulla del West, 1910年オペラ初演、原題The Girl of the Golden West, 1905年戯曲初演）の原作者として有名である。映画草創期における役割も無視できないものがあり、40本以上の映画に原作者あるいは共同製作者として参画している。
ベラスコは、ブロードウェイに「ベラスコ劇場」と名付けた専用劇場を有した。第2代目にあたる劇場（既存の劇場を1910年に買収し改装）は今日でも現役であり、ティファニー製の照明や天井パネルなど、ベラスコが活躍していた当時の面影を多く残している。
また、ベラスコの舞台装置はその写実性について、スコット・フィッツジェラルドの小説『グレート・ギャツビー』にも、徹底したリアリズムを表現するのに「まさにベラスコだ」という比喩が用いられている。
1931年、ニューヨークで没した。